# Organización territorial de Bélgica
Bélgica es un estado federal constituido por tres comunidades, tres regiones y cuatro áreas lingüísticas. Dos de las regiones se subdividen en provincias y éstas, a su vez, en municipios. Otras subdivisiones de menor importancia son los distritos electorales y judiciales y las nuevas mancomunidades con límites territoriales inferiores al distrito. Todas estas divisiones tienen límites geográficos definidos, incluidas las comunidades. Desde la sexta reforma del Estado (2011–2014), las comunidades y regiones han recibido competencias adicionales, lo que convierte a Bélgica en uno de los estados más descentralizados de Europa.

## Comunidades lingüísticas
Las zonas oscurecidas corresponden a los municipios en los que existen facilidades lingüísticas en un segundo idioma distinto del oficial, todos los municipios de la zona germanófona conceden facilidades en el idioma francés. La Constitución reconoce la existencia de cuatro comunidades o zonas lingüísticas, la francesa, la flamenca, la bilingüe francesa-flamenca y la alemana. Carecen de reconocimiento constitucional la pequeña comunidad luxemburguesa de la provincia de Luxemburgo, y otras minorías.
Las cuatro zonas delimitan los territorios en los que cada idioma es oficial. Sin embargo, las zonas fronterizas y las comunidades históricas minoritarias se benefician de las facilidades lingüísticas instauradas por la ley de 8 de noviembre de 1962, que permiten de hecho que el ciudadano se relacione con la administración en un segundo idioma distinto del oficial de la zona lingüística.
|                                     |
| Comunidades lingüísticas de Bélgica |

|                            |
| Mapa provincial de Bélgica |

| |
| La Región de Valonia y la Comunidad Francesa La Región de Flandes y la Comunidad Flamenca. La Región de Bruselas-Capital, compartida por las comunidades mencionadas anteriormente. La Comunidad Germanófona, que forma parte de la región valona. |

## Comunidades
El artículo segundo de la Constitución establece que Bélgica está constituida por tres comunidades: la Comunidad flamenca, la Comunidad francesa y la Comunidad germanófona. Estas comunidades se configuran con base en el idioma hablado y son las consideradas en la legislación lingüística del país, particularmente en la regulación del empleo de las distintas lenguas en materia administrativa y en la enseñanza.
La Comunidad germanófona se localiza junto a la frontera con Alemania, en la provincia de Lieja y supone menos del 1% del total. La Comunidad flamenca se estima en torno al 58% del total y se concentra en la región de Flandes y Bruselas; el 42% restante constituye la Comunidad francesa de Valonia y Bruselas.
Las tres Comunidades están representadas institucionalmente por sus respectivos Parlamentos y Gobiernos con competencias en Educación, Cultura y otras materias. Bruselas es la sede administrativa de todas las comunidades excepto la alemana cuyas instituciones se localizan en el municipio de Eupen.
| Bandera | Localización | Comunidad             | Capital  | Nombre neerlandés       | Nombre francés          | Nombre alemán                 |
| ------- | ------------ | --------------------- | -------- | ----------------------- | ----------------------- | ----------------------------- |
|         |              | Comunidad Flamenca    | Bruselas | Vlaamse Gemeenschap     | Communauté flamande     | Flämische Gemeinschaft        |
|         |              | Comunidad Francesa    | Bruselas | Franse Gemeenschap      | Communauté française    | Französische Gemeinschaft     |
|         |              | Comunidad Germanófona | Eupen    | Duitstalige Gemeenschap | Communauté germanophone | Deutschsprachige Gemeinschaft |

## Regiones
Desde un punto de vista político-administrativo, Bélgica es un estado federal dividido en tres regiones federales:
- La Región Valona (en francés: «Région Wallonne» y en alemán: «Wallonische Region»)
- La Región Flamenca (en neerlandés: «Vlaams Gewest»)
- Y la Región de Bruselas (en francés: «Région Bruxelloise» y en neerlandés: «Brussels Gewest»)

A excepción de esta última, las otras regiones se hallan divididas en provincias, las que suman un total de diez (cinco valonas y otras tantas flamencas). En el pasado eran nueve provincias, el Brabante, hoy inexistente, englobaba una parte de cada región, y absorbía completamente la Región de Bruselas, pero tras una reforma constitucional, las provincias pasaron a depender de las regiones y entonces fue necesario distribuir el Brabante en dos nuevas provincias (el Brabante flamenco y el Brabante valón). A partir de entonces Bruselas goza de un estatuto particular, conforme al cual, sin estar sujeta a la división provincial, conserva algunos elementos propios de las provincias (en particular, un gobernador y un vicegobernador).
| Bandera | Localización | Región           | Capital  | Área                           | Población                    | Densidad        | Código ISO | Nombre neerlandés              | Nombre francés               | Nombre alemán             |
| ------- | ------------ | ---------------- | -------- | ------------------------------ | ---------------------------- | --------------- | ---------- | ------------------------------ | ---------------------------- | ------------------------- |
|         |              | Flandes          | Bruselas | 13 522 km² (44,29% de Bélgica) | 6 552 967 (57,6% de Bélgica) | 485 habs./km²   | VLG        | Vlaams Gewest                  | Région flamande              | Flämische Region          |
|         |              | Valonia          | Namur    | 16 844 km² (55,18% de Bélgica) | 3 624 377 (31,9% de Bélgica) | 215 habs./km²   | WAL        | Waals Gewest                   | Région wallonne              | Wallonische Region        |
|         |              | Bruselas Capital | Bruselas | 161 km² (0,53% de Bélgica)     | 1 198 726 (10,5% de Bélgica) | 7 428 habs./km² | BRU        | Brussels Hoofdstedelijk Gewest | Région de Bruxelles-Capitale | Region Brüssel-Hauptstadt |

## Provincias
El país de Bélgica se divide en tres regiones. Dos de estas regiones, la Región Flamenca o Flandes, y la Región Valona o Valonia, están subdivididas en cinco provincias. La tercera región, la Región de Bruselas-Capital, no está dividida en provincias, ya que originalmente era solo una pequeña parte de una provincia.
Muchas de las provincias evolucionaron a partir de ducados y condados anteriores con el mismo nombre y ubicación similar, aunque a menudo con cambios significativos de límites. En el momento de la creación de Bélgica en 1830, solo existían nueve provincias, incluida la provincia de Brabante, donde se encontraba la ciudad de Bruselas. En 1995, Brabante se dividió en tres áreas: Brabante flamenco, que se convirtió en parte de la región de Flandes; Brabante valón, que se convirtió en parte de la región de Valonia; y la Región de Bruselas-Capital, que se convirtió en una tercera región. Estas divisiones reflejaron tensiones políticas entre los valones de habla francesa y los flamencos de habla holandesa; la Región de Bruselas-Capital es oficialmente bilingüe.
La división en provincias está fijada por el artículo 5 de la Constitución belga. Las provincias están subdivididas en 43 distritos administrativos, y más en 589 municipios.

## Lista

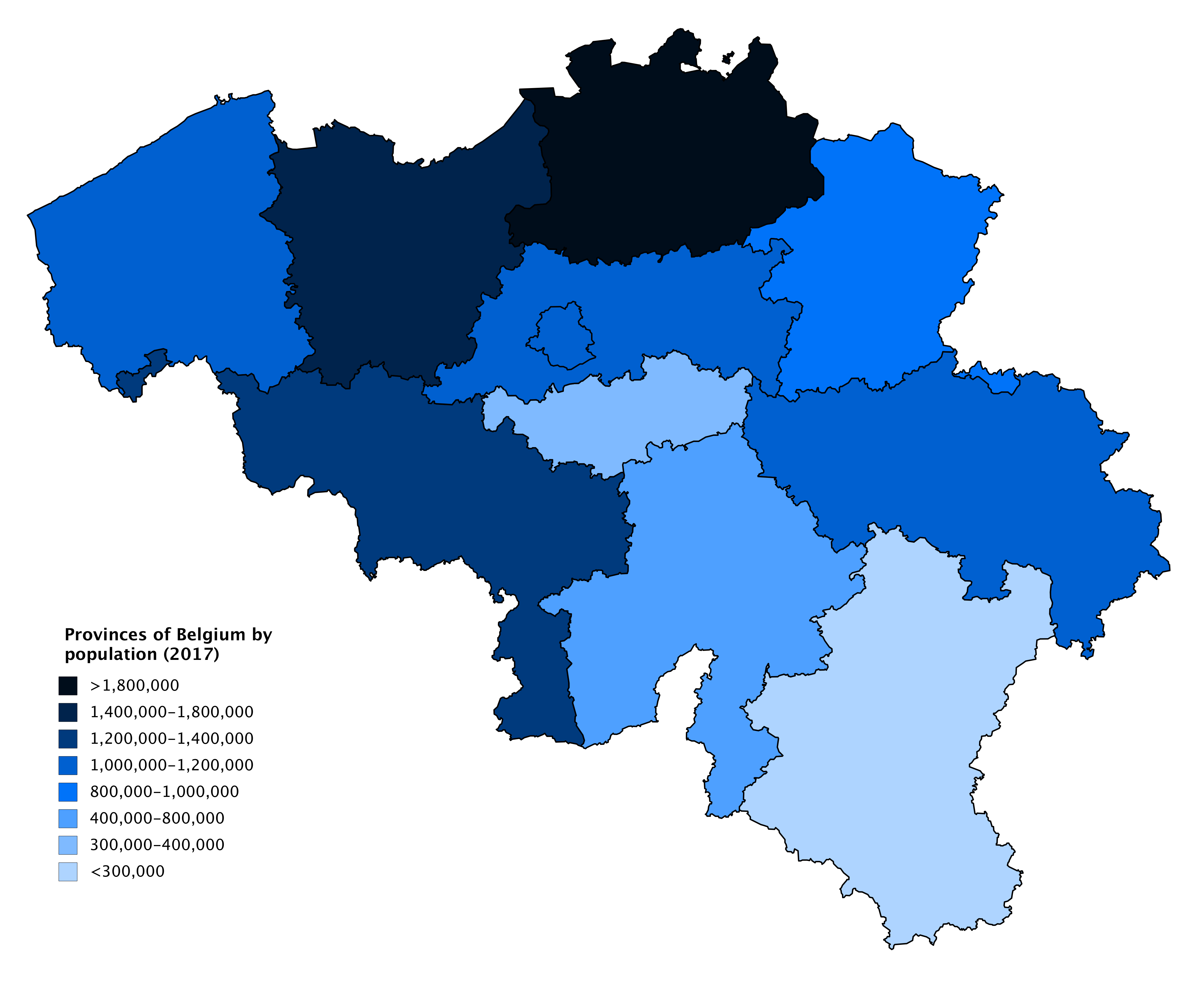
Provincias de Bélgica (incluyendo la Región Bruselas- Capital) por población el 1 de enero de 2017

| Bandera | Armas | Provincia          | Nombre neerlandés | Nombre francés      | Nombre alemán      | Capital | Gobernador        | Gobernador | Área (km²) | Población (1 de enero de 2018) | Códigos postales                                               | HASC     | FIPS | ISO 3166-2:SER |
| ------- | ----- | ------------------ | ----------------- | ------------------- | ------------------ | ------- | ----------------- | ---------- | ---------- | ------------------------------ | -------------------------------------------------------------- | -------- | ---- | -------------- |
|         |       | Amberes            | Antwerpen         | Anvers              | Antwerpen          | Amberes | Cathy Berx        | En 2008    | 2860       | 1,847,486                      | 2000–2999                                                      | BE.FL.AN | BE01 | VAN            |
|         |       | Flandes Oriental   | Oost-Vlaanderen   | Flandre orientale   | Ostflandern        | Gante   | Jan Briers        | En 2013    | 2982       | 1,505,053                      | 9000–9999                                                      | BE.FL.OV | BE08 | VOV            |
|         |       | Brabante Flamenco  | Vlaams-Brabant    | Brabant flamand     | Flämisch-Brabant   | Lovaina | Lodewijk De Witte | En 1995    | 2106       | 1,138,489                      | 1500–1999, 3000–3499                                           | BE.FL.VB | BE12 | VBR            |
|         |       | Limburgo           | Limburg           | Limbourg            | Limburg            | Hasselt | Herman Reynders   | En 2009    | 2414       | 870,880                        | 3500–3999                                                      | BE.FL.LI | BE05 | VLI            |
|         |       | Flandes Occidental | West-Vlaanderen   | Flandre occidentale | Westflandern       | Brujas  | Carl Decaluwé     | En 2012    | 3151       | 1,191,059                      | 8000–8999                                                      | BE.FL.WV | BE09 | VWV            |
|         |       | Henao              | Henegouwen        | Hainaut             | Hennegau           | Mons    | Tommy Leclercq    | En 2013    | 3800       | 1,341,645                      | 7000–7999 (Oeste), 6000-6999 (Este, compartido con Luxemburgo) | BE.VL.HT | BE03 | WHT            |
|         |       | Lieja              | Luik              | Liège               | Lüttich            | Lieja   | Hervé Jamar       | En 2015    | 3844       | 1,105,326                      | 4000–4999                                                      | BE.VL.LG | BE04 | WLG            |
|         |       | Luxemburgo         | Luxemburg         | Luxembourg          | Luxemburg          | Arlon   | Olivier Schmitz   | En 2016    | 4443       | 283,227                        | 6000–6999 (compartido con Henao oriental)                      | BE.VL.LX | BE06 | WLX            |
|         |       | Namur              | Namen             | Namur               | Namür              | Namur   | Denis Mathen      | En 2007    | 3664       | 493,073                        | 5000–5999                                                      | BE.VL.NA | BE07 | WNA            |
|         |       | Brabante Valón     | Waals-Brabant     | Brabant wallon      | Wallonisch-Brabant | Wavre   | Gilles Mahieu     | En 2015    | 1093       | 401,106                        | 1300–1499                                                      | BE.VL.BW | BE10 | WBR            |

## Historia

Mapa de las Diecisiete Provincias, en rojo se muestra la frontera entre los Países Bajos independientes (norte) y los Países Bajos meridionales.

Los Países Bajos medievales, incluidos los actuales Bélgica, los Países Bajos y Luxemburgo, así como partes de la moderna Alemania y Francia, comprendían varios estados feudales rivales e independientes de diferentes tamaños. Cada uno tenía sus propias identidades y gobiernos, aunque en el período moderno temprano casi todos los estados belgas se convirtieron en entidades más grandes (las Diecisiete Provincias (1549-1581) y los Países Bajos del sur (después de 1581) ). Los primeros estados destacados en el área de la Bélgica moderna incluían el Ducado de Brabante, el Condado de Flandes, el Principado de Lieja y el Ducado de Luxemburgo; los más pequeños incluían el Condado de Henao, el Ducado de Limburgo y el Condado de Namur, aunque también había otros estados pequeños. Cada una de las provincias modernas de Bélgica (con la excepción de Amberes) toma su nombre de uno de estos predecesores, aunque sus fronteras modernas en la mayoría de los casos difieren sustancialmente de las históricas.

La Primera República Francesa

En el momento de la independencia de Bélgica de los Países Bajos en 1830, su territorio consistía simplemente en las nueve provincias belgas existentes. El primer artículo de la Constitución belga decía: "Bélgica se divide en provincias. Estas provincias son Amberes, Brabante, Flandes Occidental, Flandes Oriental, Henao, Lieja, Limburgo, Luxemburgo y Namur, excepto las relaciones de Luxemburgo con la Confederación alemana. "
En 1839, la mitad de la provincia de Limburgo se convirtió en parte de los Países Bajos, que en consecuencia tiene su propia provincia de Limburgo.
En 1920, después de la Primera Guerra Mundial, Bélgica se anexionó el territorio Eupen-Malmedy, que se convirtió en parte de la provincia de Lieja.
Durante la segunda mitad del siglo XX, Bélgica pasó de un estado unitario a un estado federal con tres Comunidades y tres Regiones. Como parte de las reformas estatales, la provincia (bilingüe) de Brabante se dividió en 1995 de tres maneras: en dos provincias (unilingües) (Brabante Flamenco y Brabante Valón) y en la Región de Bruselas-Capital (bilingüe). (La Región de Bruselas-Capital no pertenece a ninguna provincia, no es una provincia y no contiene ninguna provincia). Las dos nuevas provincias de Brabante se convirtieron en parte de la Región Flamenca y de la Región Valona, respectivamente. Las ocho provincias restantes también se convirtieron en parte de estas regiones, por lo que la Región Flamenca y la Región Valona contienen cada una cinco provincias.

## Gobiernos provinciales
El gobierno provincial consta de tres ramas principales: el Consejo Provincial, que es el organismo elegido, la Delegación o Colegio Provincial, que es el órgano ejecutivo y el Gobernador, que es designado por el gobierno regional (es decir, el gobierno flamenco o valón).
Los Consejos Provinciales (en neerlandés: Provincieraad; en francés: Conseil provincial) son los órganos representativos de la población de las provincias. Este es el equivalente de los Estados-Provinciales en los Países Bajos. El número de escaños en los Consejos Provinciales es proporcional a la población de la provincia; el número se redujo tanto en Flandes como en Valonia a partir de 2013 (después de las elecciones provinciales y municipales belgas de 2012). Son elegidos directamente cada seis años, al mismo tiempo que las elecciones municipales. Antes de 1994, las elecciones provinciales coincidían con las elecciones nacionales. Hasta entonces, los consejos provinciales también nombraron senadores provinciales para el Senado belga son los cuerpos representativos de la población de las provincias. Esto es el equivalente  de los Estados-Provinciales en los Países Bajos. El número de asientos en los Consejos Provinciales son proporcionales a la población de la provincia; los números estuvieron reducidos en ambos Flanders y Wallonia, empezando 2013 (siguiendo las 2012 elecciones). Son directamente eligió cada seis años, al mismo tiempo de las elecciones municipales. Antes de que 1994, las elecciones provinciales en cambio coincididas con las elecciones nacionales. Hasta entonces, los consejos provinciales también Senadores Provinciales nombrados al Senado belga.
En el Brabante flamenco, también hay un vicegobernador (en neerlandés: Adjunct van de gouverneur). El vicegobernador es nombrado por el Gobierno flamenco por consejo unánime del  Consejo Federal de Ministros y debe tener un conocimiento considerable tanto del neerlandés como del Idioma francés. Es responsable de garantizar que la legislación lingüística se cumpla en los municipios de la Periferia de Bruselas.
Después de la Quinta  Reforma del Estado, la responsabilidad de las instituciones provinciales fue transferida a las Regiones. Las Regiones tienen la facultad de modificar o reemplazar la legislación existente sobre las instituciones provinciales, en particular la Ley Provincial del 30 de abril de 1836. En la Región Flamenca, se aplica el Decreto Provincial del 9 de diciembre de 2005. En la Región Valona, se aplica el Código de Democracia Local y Descentralización. El marco legal en estas regiones sigue siendo muy similar, pero eso podría cambiar en el futuro. Aunque las regiones son responsables de las instituciones provinciales, el Estado federal ha mantenido su responsabilidad sobre las provincias en ciertos casos. Por ejemplo, las regiones son responsables del nombramiento de los gobernadores provinciales, pero solo después de un consejo unánime del  Consejo Federal de Ministros. La legislación sobre el gobernador y vicegobernador de  Bruselas-Capital, y el vicegobernador del Brabante Flamenco, también sigue siendo una competencia federal.

## Ausencia de provincias en la región de Bruselas Capital
La Región de Bruselas-Capital no pertenece a ninguna provincia, ni contiene ninguna. El estado extraprovincial de Bruselas existe desde 1995, cuando la antigua provincia de Brabante que tenía a Bruselas como capital, se dividió en la provincia de habla holandesa de Brabante flamenco y la provincia de habla francesa de Brabante valón.
Dentro de esta región, principalmente de habla francesa, casi todas las antiguas competencias provinciales son asumidas por sus instituciones regionales y por la Comisión de la Comunidad Francesa, la Comisión de la Comunidad Flamenca o la Comisión de la Comunidad Común. Sin embargo, el Distrito de Bruselas-Capital tiene dos comisionados del Gobierno Federal que se llaman "Gobernador de la Región de Bruselas-Capital" y "Vicegobernador". El Gobernador ejerce la mayoría de los pocos poderes restantes ejercidos en otro lugar por un gobernador provincial, particularmente en el campo del orden público, en la medida en que ninguna ley (federal), decreto (regional), ordenanza o decisión establezca lo contrario.
El Gobernador es nombrado por el gabinete de la Región de Bruselas-Capital con el asesoramiento unánime del Consejo Federal de Ministros. El gobierno regional también nombra al Vicegobernador, que debe tener un conocimiento considerable del idioma francés y neerlandés y debe garantizar que la legislación sobre el uso de idiomas se cumpla en Bruselas.

## Provincia adicional propuesta

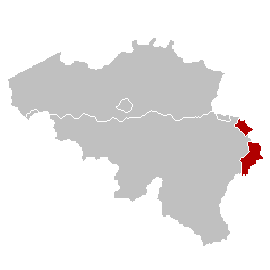
La Comunidad de habla alemana.

Debido a que la comunidad de habla alemana está ubicada totalmente dentro de la provincia de Lieja, se ha propuesto en múltiples ocasiones crear la undécima provincia, la de Eupen-Sankt Vith, que comprendería los nueve municipios de la comunidad de habla alemana. La mayoría de las funciones llevadas a cabo por los órganos provinciales serían ejercidas por los órganos de la comunidad de habla alemana.
Sin embargo, la comunidad es pequeña en área (854 km²) y tiene solo unos 76,000 habitantes, lo que la convertiría en la provincia más pequeña y, con mucho, la menos poblada.

## Elecciones
Cada seis años se celebran elecciones provinciales para elegir una junta provincial. Las últimas elecciones se celebraron el 14 de octubre de 2019.